# Divine (artiste)
Pour les articles homonymes, voir Divine.
 (mai 2021).
Si vous disposez d'ouvrages ou d'articles de référence ou si vous connaissez des sites web de qualité traitant du thème abordé ici, merci de compléter l'article en donnant les références utiles à sa vérifiabilité et en les liant à la section « Notes et références ».
Harris Glenn Milstead (né le 19 octobre 1945 à Towson dans le comté de Baltimore dans le Maryland et décédé le 7 mars 1988 à Los Angeles en Californie), mieux connu sous le nom de drag queen Divine, est un acteur et chanteur américain, célèbre, notamment, pour avoir joué à six reprises sous la direction de John Waters. Il semble que son nom de drag soit une référence au personnage de Divine dans le roman Notre-Dame des Fleurs de Jean Genet.

## Biographie

### Débuts

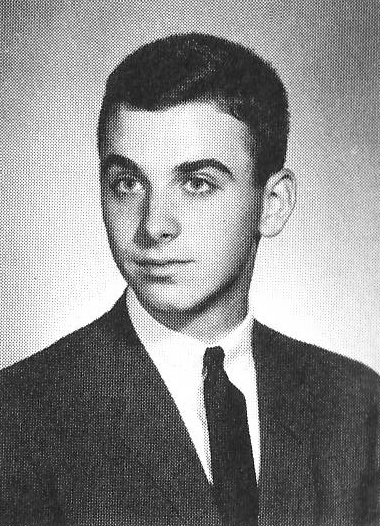
Divine en 1962-1963.

Harris Glenn Milstead est le fils de Bernard et Diana Frances Milstead. Sa famille déménage à Lutherville, dans la banlieue de Baltimore, lorsqu'il a 12 ans. C'est là qu'a lieu sa rencontre avec John Waters. Sous le pseudonyme de Divine, que lui a suggéré John Waters, un travesti aux formes généreuses, il devient un membre attitré de l'équipe d'acteurs des films de Waters (les Dreamlanders), tenant le rôle principal (ou l'un des rôles principaux) dans la plupart de ses courts métrages (en 1968, il est notamment le premier à incarner Jackie Kennedy, dans Eat Your Makeup, court métrage caricatural relatant l'attentat dont a été victime le président John Fitzgerald Kennedy en 1963) puis certains de ses premiers longs métrages : Pink Flamingos, Female Trouble, Polyester et Hairspray. « La toute première fois que j'ai vu Pink Flamingos, je suis tombé amoureux de Divine (...). Son look est instantanément iconique », raconte le chanteur britannique Elton John.
Sous les traits de Divine, il fut également en 1977 acteur de théâtre, incarnant le rôle principal de la pièce Women Behind Bars, une surveillante de prison sadique qui met au pas les nouvelles venues. Ce rôle l'empêche de participer au film Desperate Living de John Waters. Cette même année, il sera très affecté par le décès de l'acteur David Lochary, autre Dreamlanders, qui fut le premier à l'initier au transformisme et à le conseiller sur ses tenues.

### Icône du cinéma underground

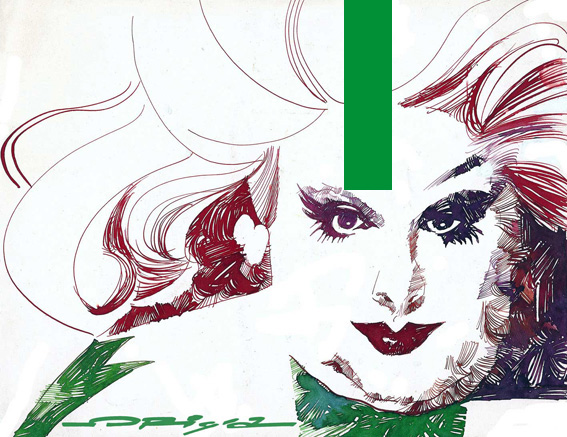
Divine par Origa.

Si son personnage déjanté et anticonformiste de Divine, égérie des films trash de John Waters, fit de lui en Amérique une icône du cinéma underground des années 1960-1970, il sut progressivement évoluer dans ses compositions d'acteur, se faisant connaître d'un public plus large. Dans Polyester, il échange un baiser avec Tab Hunter, sex-symbol des années 1950. Tab Hunter sera de nouveau son partenaire trois ans plus tard dans le western parodique Lust in the Dust de Paul Bartel, tournage éprouvant pour Divine, du fait de sa forte corpulence et de l'altitude de Santa Fe. L'équipe dut faire venir des bouteilles d’oxygène qu'il utilisait entre chaque prise, pour éviter de s'évanouir (témoignage du producteur Allan Glaser, tiré du documentaire I Am Divine, de Jeffrey Schwarz (en)).
En 1985, sous le nom de Glenn Milstead, il joue pour la première fois un rôle masculin, dans le film Wanda's Café d'Alan Rudolph.

### Incursion dans la musique

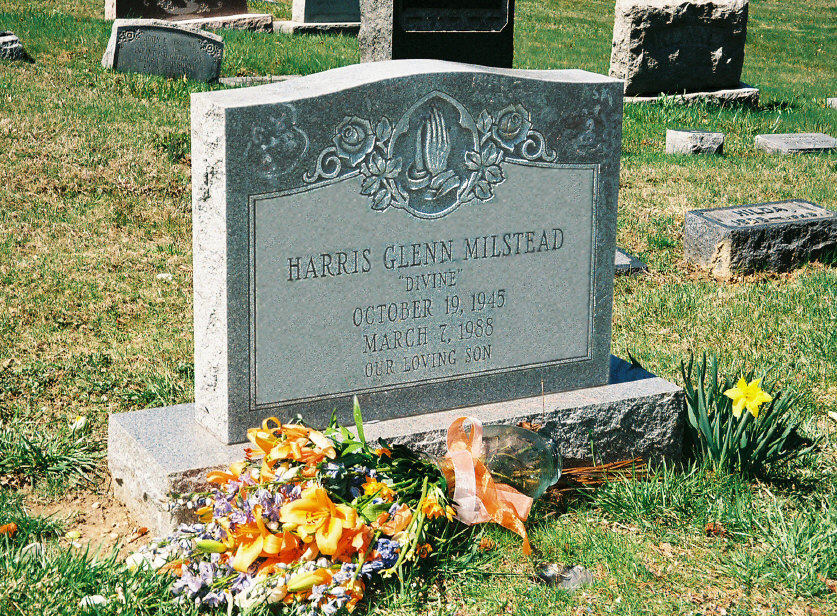
Tombe de Glenn Milstead au cimetière de Prospect Hill Park à Towson (Maryland).

En parallèle à sa carrière cinématographique, Divine a enregistré plusieurs singles dans une veine hi-NRG, dont Born to Be Cheap (son premier en 1981), Shoot Your Shot (1982, écrit et produit par Bobby Orlando) ou encore You Think You're a Man (1984, produit par le trio de producteurs britanniques Stock Aitken Waterman) et s'est produit dans de nombreux spectacles, dans un registre punk et disco, à San Francisco, New York et Los Angeles puis à Paris (au Body rock) et à Londres, dans l'émission Top of the Pops, le 19 juillet 1984, où sa prestation télévisée fit scandale.

### Reconnaissance avec le filmHairspray
Hairspray constitue un tournant dans la filmographie de John Waters, s'adressant à un public beaucoup plus large (ses précédentes œuvres étaient toutes interdites aux moins de 18 ans). Le réalisateur délaisse son humour trash et Hairspray est un divertissement quasi familial, pastichant le cinéma musical hollywoodien des années 1950–1960. Dans son rôle de mère de famille affectueuse luttant contre les inégalités raciales, Divine récolte des critiques élogieuses (notamment celle de Pauline Kael dans The New Yorker) et un succès d'estime auprès du grand public. En février 1988, il fait la couverture du magazine Interview.

### Décès
Le 7 mars 1988, trois semaines après la sortie nationale d'Hairspray, Glenn Milstead est à Los Angeles pour le tournage de la série Mariés, deux enfants. Il doit y incarner l'oncle de Peggy, Otto. Il passe la journée au Sunset Gower Studios pour des répétitions, le tournage devant débuter le lendemain. Il rentre ensuite au Regency Plaza Suites Hotel, dîne avec des amis, puis retourne dans sa chambre. Peu avant minuit, il meurt dans son sommeil des suites d'une cardiomégalie, liée à son obésité selon le médecin légiste, à 42 ans,,. Les funérailles ont lieu dans une chapelle des pompes funèbres à Towson, près de Baltimore. Des fleurs ont été envoyées par la comédienne Whoopi Goldberg, le chanteur Elton John, et les acteurs de Mariés, deux enfants.

### Postérité
Dans son documentaire Divine Trash (1998), Steve Yeager lui rend hommage et relate sa vie et sa collaboration avec John Waters. La mère de Glenn y est interviewée,.
En 2013, le New York Times considère Divine comme une diva précurseuse des styles du chanteur britannique Boy George et de la drag-queen américaine Ru Paul. Toujours en 2013, un deuxième documentaire, I Am Divine, lui est consacré par le réalisateur et producteur Jeffrey Schwarz (en).
Dans l'ouvrage de The Queer Bible, qui paraît en 2021, le chanteur britannique Elton John qualifie Divine de « courageuse, unique et intrépide. Il [Glenn Milstead] tournait en dérision une société conservatrice qui l'a ridiculisé et rejeté ».

## Filmographie
| Année | Film                                                 | Rôle                            | Réalisateur               | Notes                                    | Distinction                                                                     |
| ----- | ---------------------------------------------------- | ------------------------------- | ------------------------- | ---------------------------------------- | ------------------------------------------------------------------------------- |
| 1966  | Roman Candles                                        | La nonne qui fume               | John Waters               | court métrage                            |                                                                                 |
| 1968  | Eat Your Makeup                                      | Jackie Kennedy                  | John Waters               | court métrage                            |                                                                                 |
| 1969  | Mondo Trasho                                         | Divine                          | John Waters               |                                          |                                                                                 |
| 1970  | The Diane Linkletter Story                           | Diane Linkletter (en)           | John Waters               | court métrage                            |                                                                                 |
| 1970  | Multiple Maniacs                                     | Lady Divine                     | John Waters               |                                          |                                                                                 |
| 1972  | Pink Flamingos                                       | Divine / Babs Johnson           | John Waters               |                                          |                                                                                 |
| 1974  | Female Trouble                                       | Dawn Davenport / Earl Peterson  | John Waters               |                                          |                                                                                 |
| 1981  | Polyester                                            | Francine Fishpaw                | John Waters               |                                          |                                                                                 |
| 1985  | Lust in the Dust                                     | Rosie Velez                     | Paul Bartel               |                                          | Nommée - Razzie Award du pire acteur                                            |
| 1985  | Wanda's Café (Trouble in Mind)                       | Hilly Blue                      | Alan Rudolph              |                                          |                                                                                 |
| 1985  | Divine Waters (en)                                   | Lui-même                        | Vito Zagarrio             | Documentaire                             |                                                                                 |
| 1987  | Histoires de l'autre monde (Tales from the Darkside) | Chia Fung                       |                           | Série télé - épisode: Seymourlama (4.08) |                                                                                 |
| 1988  | Hairspray                                            | Edna Turnblad / Arvin Hodgepile | John Waters               |                                          | Nommée - Film Independent's Spirit Award du meilleur acteur dans un second rôle |
| 1989  | L'Arme du clown (en) (Out of the Dark)               | Détective Langella              | Michael Schroeder         |                                          |                                                                                 |
| 1998  | Divine Trash                                         | Lui-même                        | Steve Yeager (en)         | Documentaire - Images d'archive          |                                                                                 |
| 2000  | In Bad Taste (en)                                    | Lui-même                        | Steve Yeager (en)         | Documentaire - Images d'archive          |                                                                                 |
| 2002  | The Cockettes (en)                                   | Lui-même                        | Bill Weber David Weissman | Documentaire - Images d'archive          |                                                                                 |
| 2013  | I Am Divine                                          | Lui-même                        | Jeffrey Schwarz (en)      | Documentaire - Images d'archive          |                                                                                 |

## Discographie

### Albums studio
- 1982 : My First Album
- 1982 : Jungle Jezebel
- 1984 : The Story So Far
- 1988 : Maid in England

### Singles
- 1981 : Born to Be Cheap / The Name Game (hors album)
- 1982 : Native Love (Step By Step) (en) / Alphabet Rap
- 1983 : Shoot Your Shot / Jungle Jezebel
- 1983 : Love Reaction (en)
- 1983 : Shake It Up (en)
- 1984 : You Think You're a Man / Give It Up
- 1984 : I'm So Beautiful (en) / Show Me Around
- 1984 : T Shirts and Tight Blue Jeans  (hors album)
- 1985 : Walk Like A Man (en)
- 1985 : Twistin' the Night Away
- 1985 : Hard Magic (en)
- 1987 : Little Baby
- 1987 : Hey You!
- 1989 : Shout It Out (single posthume enregistré en 1983, hors album)

### Vidéographie
Documentaires sur Divine :
- 1985 : Divine Waters (en) de Vito Zagarrio.
- 1998 : Divine Trash de Steve Yeager, scénario de Kevin Heffernan et Steve Yeager. Film récompensé par le Trophée du meilleur documentaire au Festival du film de Sundance en 1998.
- 2013 : I Am Divine de Jeffrey Schwarz (en). Film récompensé par le Trophée du meilleur documentaire au festival FilmOut de San Diego en 2013.